# قاشق دمیتاس

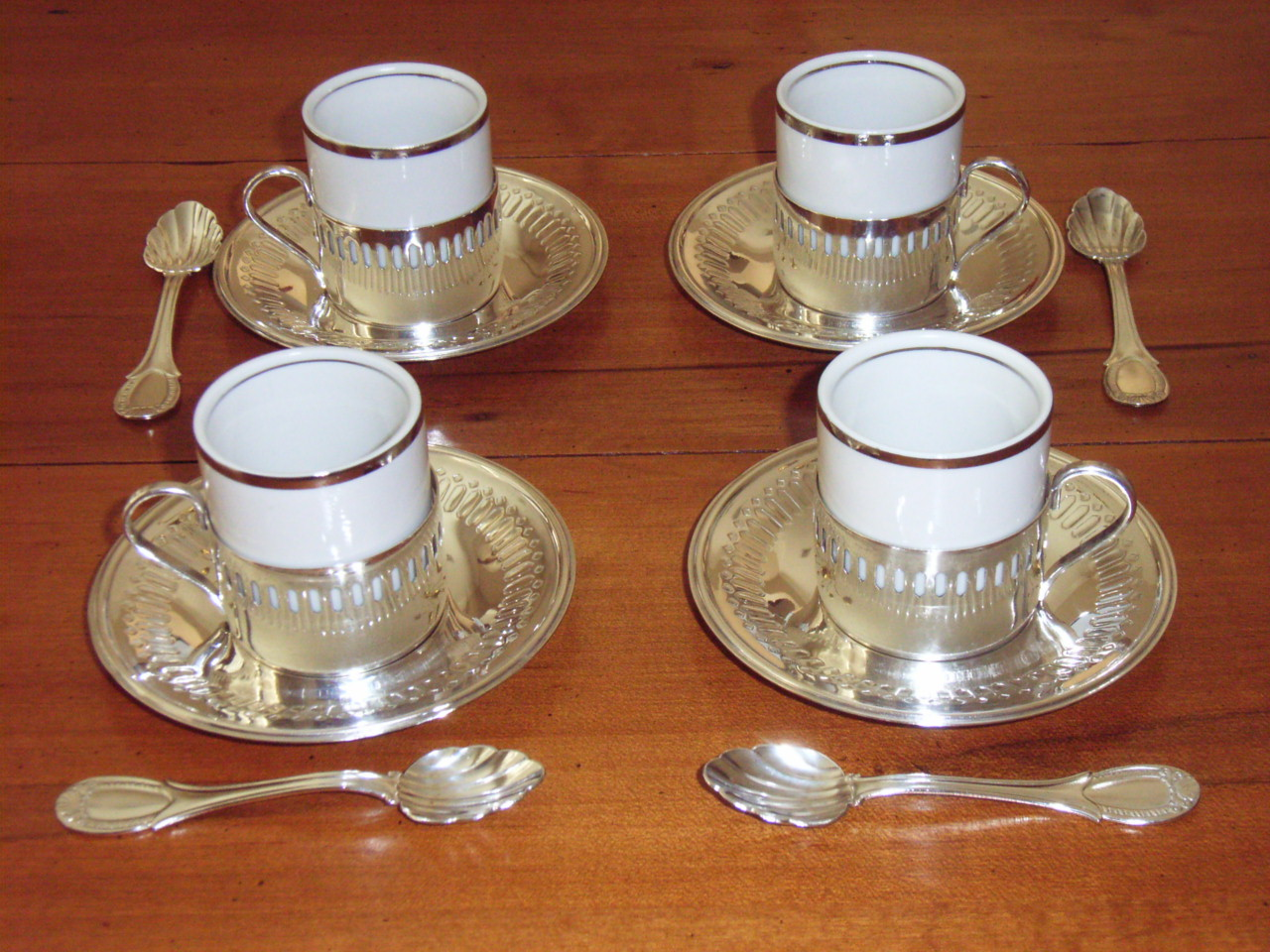
قاشق‌های دمیتاس با فنجان‌های دمیتاس همسان

قاشق دمیتاس یک قاشق کوچکتر از یک قاشق چایخوری است. به‌طور سنتی برای نوشیدنی‌های قهوه در فنجان‌های مخصوص مانند دمیتاس و برای ریختن کف کاپوچینو استفاده می‌شود. همچنین به عنوان قاشق کودک، و در برخی از روش‌های جراحی نیز مورد استفاده قرار می‌گیرد.